# Auriculariaceae
Auriculariaceae (Fr.) Lindau,1897 sono una famiglia di funghi della classe Agaricomycetes.

## Descrizione

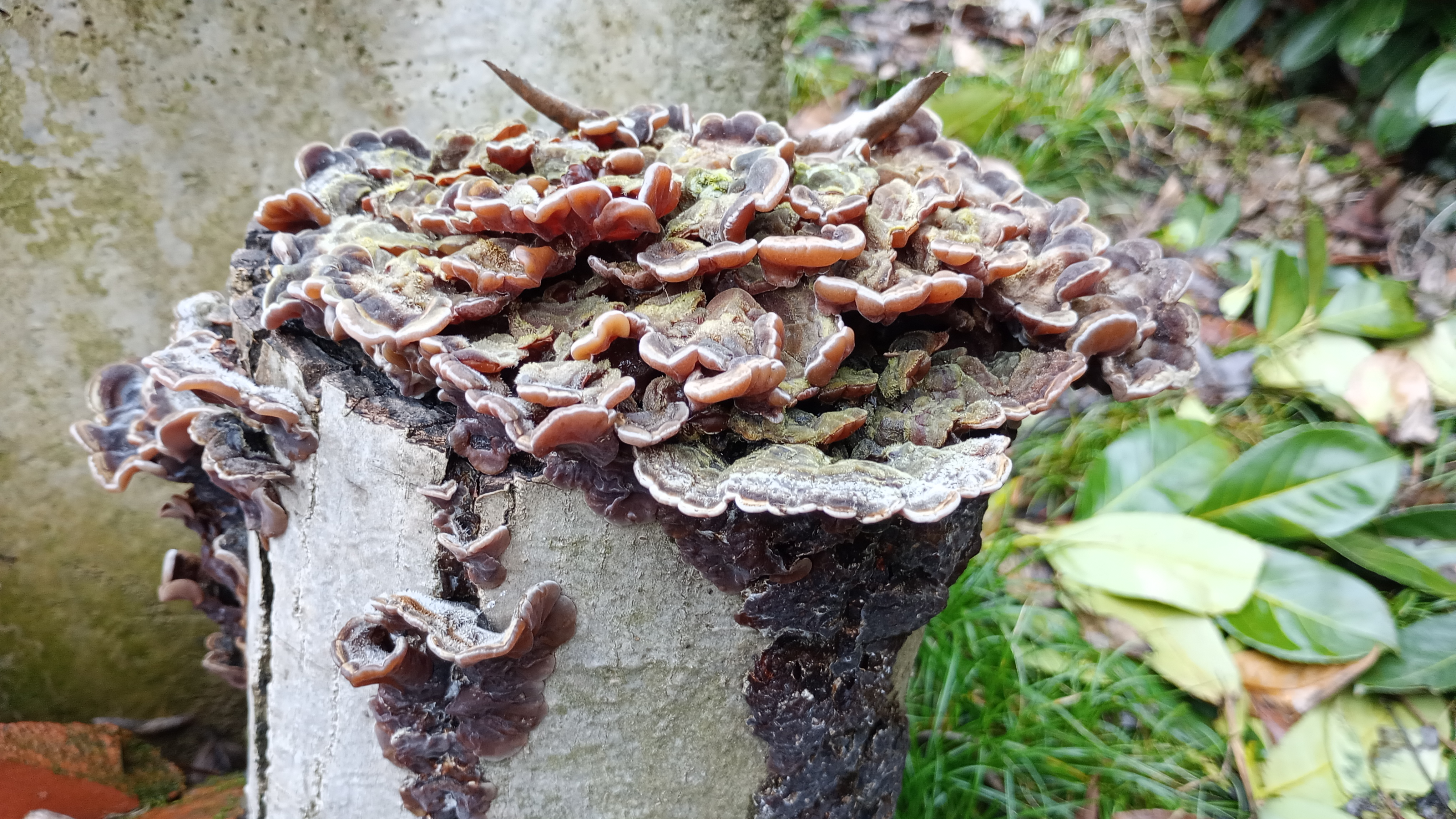
Auricularia mesenterica su un vecchio ceppo

La maggior parte delle specie appartenenti alle Auriculariaceae producono basidiocarpi gelatinosi sul legno morto. In alcuni casi questi corpi fruttiferi raggiungono dimensioni cospicue; possono avere forma di orecchio, di bottone e presentarsi lobati o ramosi. I loro imenofori(cioè le superfici che sostengono le spore) possono essere lisci, verrucosi, venati o spinosi. Tuttavia alcune specie producono corpi fruttiferi secchi, coriacei o a forma di ragnatela, simili a quelli dei funghi corticioidi. Gli studiosi ritengono che tutte le specie della famiglia siano saprofiticche, la maggior parte delle quali sono agenti della marcescenza del legno e si sviluppano su legname morto, spesso caduto a terra o ancora aderente aderente al resto della pianta. La famiglia ha una distribuzione cosmopolita. Secondo una stima del 2008 le Auriculariaceae comprendevano 7 generi e più di 100 specie.

## Generi di Auriculariaceae

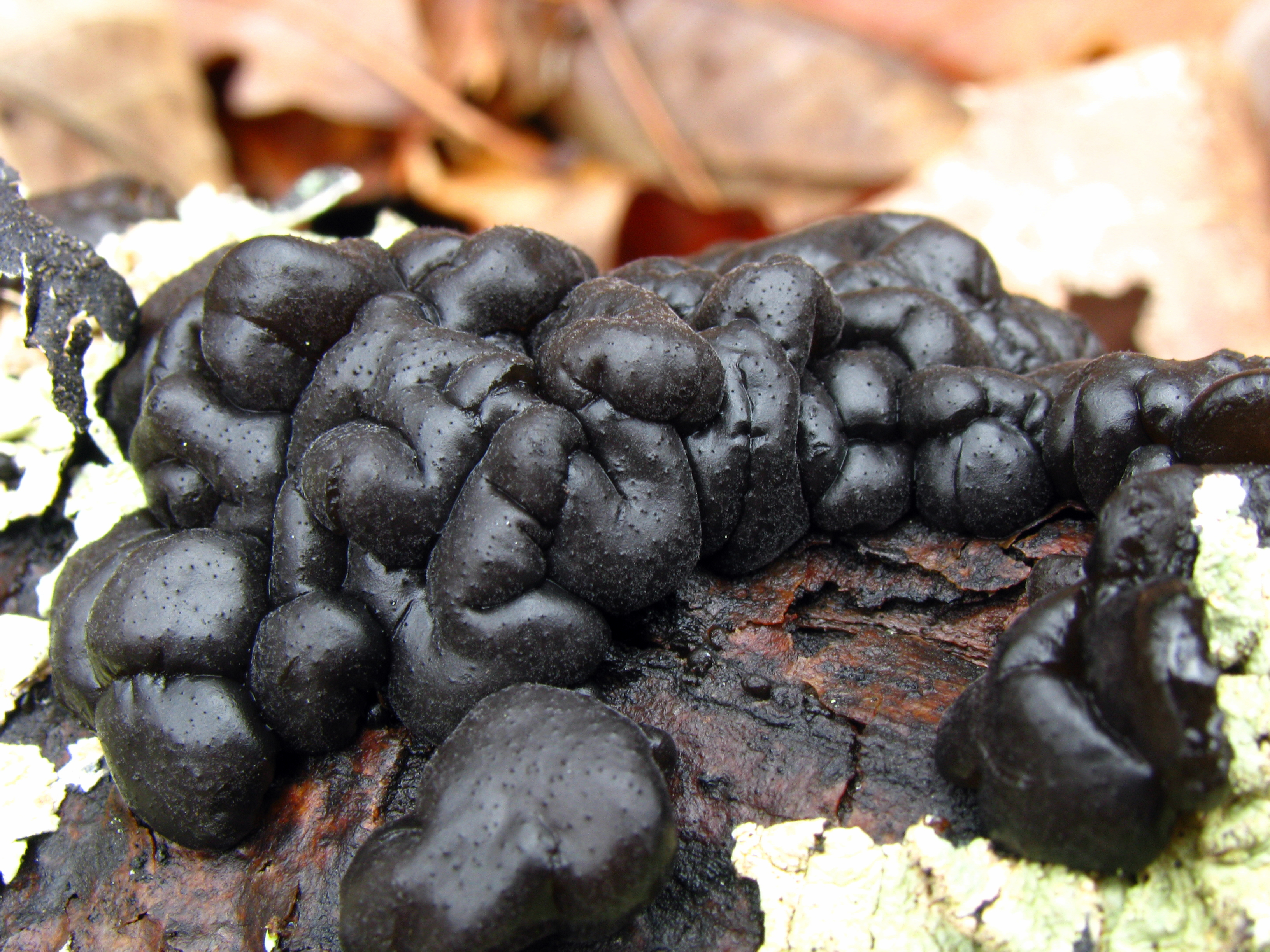
Exidia glandulosa

Il genere tipo è Auricularia Fr. (1822); altri generi inclusi sono:
- Adustochaete
- Amphistereum
- Aporpium
- Eichleriella
- Elmerina
- Exidia
- Exidiopsis
- Fibulosebacea
- Heterochaete
- Heterocorticium
- Heteroradulum
- Hirneolina
- Proterochaete
- Protodaedalea
- Sclerotrema
- Tremellochaete

## Utilizzi
Le specie della famiglia non sono di solito commestibili per l'essere umano. I  corpi fruttiferi di  alcune specie del genere Auricularia vengono invece coltivate e commercializzate, specialmente in Cina.